# Aleksander Kopeć (kasztelan brzeskolitewski)
Aleksander Kopeć herbu Kroje odmienne (także Franciszek Aleksander lub Aleksander Ludwik, zm. 1651) – marszałek lidzki, kasztelan brzeski litewski od 1643 roku.

## Życiorys
Przedstawiciel rodu Kopciów pieczętującego się herbem Kroje i powołującego się na pochodzenie od książąt twerskich. Był synem Łukasza Kopcia, również kasztelana brzeskiego, oraz Katarzyny z Firlejów, córki Mikołaja Firleja, wojewody krakowskiego, i Elżbiety Ligęzianki.
Jego pierwszą żoną była Teofila Tęczyńska, córka Gabriela Tęczyńskiego, wojewody lubelskiego, i Barbary Zbaraskiej, córki Stefana. Drugą żoną Kopcia (po śmierci poprzedniej w 1635 roku) była Anna Noskowska bądź Nuskowska, podkomorzanka lubelska. Z drugiego małżeństwa miał córkę Katarzynę i syna Franciszka Aleksandra.
Kolejno pełnił urzędy marszałka ziemskiego lidzkiego od 1631, kasztelana brzeskiego litewskiego od 1643 roku. 
Był właścicielem Opola, Lubiczyna i Chmielowa. Złożył zapis fundacyjny na rzecz opolskiego kościoła Niepokalanego Poczęcia NMP w województwie brzeskolitewskim (1647). 
Był elektorem Jana II Kazimierza w 1648 roku z województwa brzeskolitewskiego.